# Grant Kekana
Grant Kekana (sinh ngày 31 tháng 10 năm 1992) là một cầu thủ bóng đá người Nam Phi thi đấu ở vị trí hậu vệ cho SuperSport United ở Premier Soccer League.